# Лобачев-Дужи
Лобачев-Дужи (пол. Łobaczew Duży) — село в Польщі, у гміні Тереспіль Більського повіту Люблінського воєводства.
Населення — 383 особи (2011).
У 1975-1998 роках село належало до Білопідляського воєводства.

## Демографія
Демографічна структура станом на 31 березня 2011 року:
|          | Загалом | Допрацездатний вік | Працездатний вік | Постпрацездатний вік |
| -------- | ------- | ------------------ | ---------------- | -------------------- |
| Чоловіки | 183     | 39                 | 123              | 21                   |
| Жінки    | 200     | 38                 | 106              | 56                   |
| Разом    | 383     | 77                 | 229              | 77                   |